# Gastrodia fimbriata
Gastrodia fimbriata är en orkidéart som beskrevs av Suddee. Gastrodia fimbriata ingår i släktet Gastrodia och familjen orkidéer.
Artens utbredningsområde är Thailand. Inga underarter finns listade i Catalogue of Life.